# Heal the Bay
Heal the Bay — американська екологічна правозахисна група активістів, що базується в Санта-Моніці, штат Каліфорнія. Основна увага приділяється захисту прибережних вод і вододілів південної Каліфорнії, зокрема, затоки Санта-Моніка. Heal the Bay є неприбутковою організацією 501(c)(3) з штатним оплачуваним персоналом та волонтерами.

## Історія організації
Heal the Bay була заснована в 1985 році групою громадян на чолі з екологічною активісткою Дороті Грін. Марк Голд став президентом організації у 2006 році і обіймав цю посаду до 2012 року. Нинішнім президентом і головним виконавчим директором є Шеллі Люс, яка обійняла цю посаду у квітні 2017 року. Організація стала відомим захисником навколишнього середовища в Каліфорнії і особливо відома своїми щорічними рейтингами якості води на пляжах уздовж тихоокеанського узбережжя. Вона також активно виступала за обмеження використання пластикових пакетів у Каліфорнії.

## Діяльність
Heal the Bay підтримує просвітницькі програми в галузі охорони здоров'я та освіти, а також спонсорує програми з прибирання пляжів, такі як День прибирання узбережжя, Adopt-a-Beach та Suits on the Sand в окрузі Лос-Анджелес, штат Каліфорнія. Вона керує акваріумом «Зцілимо затоку», який раніше називався «Акваріум на пірсі Санта-Моніки», а до 2003 року був відомий як Центр дослідження океану і перебував у віданні Каліфорнійського університету в Лос-Анджелесі.
У 2003 році тодішня член Асамблеї Каліфорнії Френ Павлі стала автором закону, який вимагав від штату розробити екологічну навчальну програму, що буде запропонована всім державним школам Каліфорнії. Законопроект (AB 1548 від 2003 року) був підтриманий організацією «Зцілимо затоку» і підписаний тодішнім губернатором Греєм Девісом. Програма, яку він запустив, стала відома як Ініціатива «Освіта і навколишнє середовище» (EEI).
Heal the Bay публікує щорічний «Пляжний звіт», в якому оцінюється якість води на популярних пляжах західного узбережжя Сполучених Штатів. Вона також публікує щотижневі та щоденні оцінки якості пляжної води в Інтернеті на сайті beachreportcard.org та оцінки якості води в річках на сайті River Report Card.
Серед нещодавніх досягнень організації — лідерство в низових рухах за прийняття політики скорочення використання пластику, таких як Straws-On-Request та Каліфорнійська пропозиція 67. Організація «Зцілимо затоку» також розпочала адвокаційну кампанію за прийняття Заходу W та фінансування програми «Безпечна, чиста вода».
У серпні 2020 року ЗМІ повідомили про одноразові засоби індивідуального захисту (рукавички, хірургічні маски тощо) на узбережжі затоки Санта-Моніка та на парковках. Члени організації «Зцілимо затоку» не можуть збиратися великими групами через пандемію COVID-19.